# Рокруа
Рокруа (фр. Rocroi) — коммуна на северо-востоке Франции, на границе с Бельгией. Регион Шампань — Арденны, департаменте Арденны. Входит в состав кантона Рокруа. Округ коммуны — Шарлевиль-Мезьер. 
Коммуна расположена в Арденнских горах (390 м высоты), на границе с Бельгией, в 38 км от Седана. Население составляет около 2400 жителей.

## История
Крепость Рокруа была построена в 1550-е годы (в правление Генриха II) с целью укрепления границы. 19 мая 1643 года в ходе Тридцатилетней войны здесь произошла известная битва между французами и испанцами.